# Savo Raković
Savo Raković (szerbül: Саво Раковић; Pozsega, 1985. október 1. –) szerb labdarúgó, jelenleg a Ježevica hátvédje.